# SonyLIV
SonyLIV è un servizio di video on demand di intrattenimento dell'Asia meridionale disponibile in India e Pakistan. È di proprietà di Sony Pictures Networks India Pvt. Ltd., con sede a Mumbai, Maharashtra, India.

## Panoramica
Il servizio è stato lanciato il 23 gennaio 2013. Sony Liv fa parte della rete di canali televisivi di proprietà di Sony Pictures Networks India Pvt. Ltd. in India. Gli altri canali della rete includono: Sony TV, Sony SAB, Sony Ten, Sony Max, Sony Max 2, Sony Six, Sony Pix e Sony Yay (ex Animax Asia). Può trasmettere contenuti dei canali che fanno parte del Sony Entertainment Network. Ciò significa più di 700 film e oltre 40.000 ore di programmi televisivi in hindi, inglese e tamil. Offre anche serie web originali come Lovebytes, Married Women Diaries, JL50 e altre. L'applicazione è stata rinnovata nel suo aspetto nel giugno 2020.
Gli anime erano presenti in Sony Liv tramite il canale live Animax.
Sony Pictures Networks si è aggiudicata i diritti di trasmissione per il subcontinente indiano della Coppa del Mondo FIFA 2018. La rete avrà anche canali dedicati alla trasmissione in Russia, che include Sony SIX, Sony TEN 1, Sony TEN 2, Sony TEN 3. Sony Liv è l'emittente mobile e Internet ufficiale per lo streaming di tutte le partite in diretta della Coppa del Mondo FIFA 2018 a partire dal 14 giugno.
Nel giugno 2020, SonyLIV è stata lanciata come servizio di streaming negli Stati Uniti su Sling TV, con tutti gli spettacoli disponibili in India trasportati nell'app. Il servizio costa $6 al mese ed è incluso gratuitamente in più pacchetti in lingua hindi.

## Programmazione

### Contenuti
La libreria multimediale di Sony Liv è composta da 18 anni di contenuti dei canali di Sony Entertainment Network in India: Sony TV, Sony SAB, Sony Ten, Sony Max, Sony MAX 2, Sony PIX e Sony Six.
Oltre ad un'ampia selezione di film in inglese, hindi e lingue locali, Sony Liv offre anche il canale Animax che trasmette un'ampia gamma di animazioni giapponesi (la maggior parte in audio giapponese originale con sottotitoli in inglese).
Sony Liv è composta da offerte regionali come la prima serie web gujarati intitolata Kacho Papad Pako Papad, una serie con varie star locali estremamente popolare sulla piattaforma.
Sony Liv è la prima piattaforma di servizi media indiana Over-the-top a produrre contenuti musicali per un film di Hollywood, grazie alla produzione della musica per la versione hindi del blockbuster Passengers, con Chris Pratt e Jennifer Lawrence. I cantanti per la colonna sonora originale, intitolata Aadat, includevano Jubin Nautiyal, Shirley Setia e Raftaar.
Dopo la chiusura di un canale TV tradizionale il 18 aprile 2017, dal 7 luglio 2017 Animax è stato reso disponibile in India esclusivamente come canale di streaming digitale.
Recentemente Sony ha rinnovato la sua app ed è entrata ufficialmente nel mondo dei contenuti originali. La piattaforma sta anche pianificando di lanciare contenuti internazionali, tra cui For Life e Lincoln Rhyme: Hunt For The Bone Collector.

### Canali in diretta
La rete possiede 31 canali tra cui Sony Entertainment Television (SET), uno dei canali di intrattenimento hindi più popolari dell'India. Gli altri canali di intrattenimento che possiede includono Sony PIX, Sony MAX, AXN e Sony SAB. Ha un portafoglio di canali sportivi particolarmente forte, che comprende 11 canali, come Sony SIX, Sony ESPN, Sony TEN1, Sony TEN2 e Sony TEN3.

### Generi
Sony Liv offre programmazione nei seguenti generi chiave: commedia, crimine, dramma, horror, azione.

### Disponibilità
Sony Liv è disponibile in India, Emirati Arabi Uniti, Qatar, Kuwait, Arabia Saudita, Oman e Bahrain.

## Partner
Sony Pictures Networks India ha firmato un accordo con BoxTV di Times Internet per rendere i suoi contenuti video disponibili sul sito web di BoxTV. Il servizio sarà disponibile per gli utenti BoxTV in tutto il mondo e DD Free DTH.

## Spettatori
Sony Liv ha raggiunto circa 25 milioni di visualizzazioni mensili sul suo sito web, app e canale YouTube.

## Piattaforme

### Hardware supportato
Elenco dei dispositivi Sony predisposti per Liv:
- Smart TV Sony Bravia e smartphone Sony Xperia
- Samsung Smart TV

### Software supportato
Browser web supportati dalla piattaforma:
- KaiOS: disponibile in JioPhone, installabile tramite Jiostore.
- OS X : Mac basato su Intel con OS 10.4.8 o successivo. I browser supportati sono Safari 4 (o versioni successive), Firefox 5 (o versioni successive) e Google Chrome.
- Microsoft Windows : Windows XP Service Pack 2, Windows Vista, Windows 7 con Internet Explorer 8 (o successivo), Firefox 2 (o successivo) o Google Chrome 6 (o successivo).

Windows 8.1 tramite un browser web. Altre opzioni software:
- Versione Android 2.2 e successive
- iOS, iPad, iPhone, iPod Touch
- Windows Phone

## Caratteristiche principali
- Mood Wheel - Suggerimenti di contenuti in base all'umore
- MY Q - Playlist personalizzata
- Liv Gurus - Programma Frequent Flyer di Liv per i video.

## Liv Sports
Il 1º giugno 2014, Sony Pictures Networks India ha lanciato LIV Sports, un canale digitale di intrattenimento sportivo.
Liv Sports è stata l'emittente mobile e Internet ufficiale per la Coppa del Mondo FIFA 2014 a partire dal 12 giugno, trasmettendo partite in diretta e video on demand con statistiche e analisi.
Trasmette anche Serie A, UEFA Champions League, UEFA Europa League.
Trasmette partite di cricket internazionali giocate da Pakistan, Australia, Sri Lanka, Sud Africa, Indie occidentali e Zimbabwe, gare di motociclismo del Grand Prix, WWE Raw, Smackdown e altri eventi WWE pay-per-view, UFC e NBA.
Dopo l'acquisizione da parte di Sony di Ten Sports Network, tutti i programmi live di TEN Sports hanno iniziato a essere trasmessi anche su Sony Liv.

## Problemi di sicurezza di SonyLiv
Nel 20 dicembre 2019, il ricercatore di sicurezza con sede a Bengaluru Ehraz Ahmed ha scoperto una falla di sicurezza nell'app SonyLiv che consentiva di recuperare informazioni sensibili dell'utente come immagine del profilo, indirizzo e-mail, data di nascita, nome e numero di telefono dei suoi utenti registrati.